# Зіронька моя ненаглядна (фільм)
«Зіронька моя ненаглядна» (рос. «Звездочка моя ненаглядная») — російський художній фільм 2000 року.

## Зміст
Коли війна, що йде десь далеко, перетворюється на буденність, її починаєш помічати тільки коли вона приходить у дім, вбиваючи і калічачи молодих та найкращих. Герой фільму, який повернувся з чеченської війни калікою, відкидає свою колишню кохану, яка люто домагається його прихильності і незрозуміло, що рухає нею — почуття обов'язку перед беззахисним або раптовий спалах щирого кохання.